# Pontones (Cantabria)
Pontones es una localidad española del municipio de Ribamontán al Monte, perteneciente a la comunidad autónoma de Cantabria.

## Geografía
La localidad se encuentra a 30 m s. n. m. y a 3 kilómetros de la capital municipal, Hoz de Anero. Por el lugar pasa el río Pontones, afluente del Miera.

## Historia
Hacia mediados del siglo XIX, Pontones, un lugar ya por entonces perteneciente al municipio de Ribamontán al Monte, tenía contabilizada una población de 140 habitantes. Aparece descrito en el decimotercer volumen del Diccionario geográfico-estadístico-histórico de España y sus posesiones de Ultramar de Pascual Madoz con las siguientes palabras:

PONTONES: l. en la prov. y dióc. de Santander (2 leg.), part. jud. de Entrambas-aguas (3/4), aud. terr. y c. g. de Búrgos (28), ayunt. de Rivamontan Al Monte: sit. en llano; su clima es muy sano. Tiene 34 casas; igl. parr. (San Juan Bautista) servida por un cura de ingreso y provision del diocesano en patrimoniales, y 7 fuentes de buenas aguas. Confina con térm. de Omoño, Cubas, Hoz, Villaverde, Suesa y Castanero. El terreno participa de monte y llano. Los caminos dirigen á los pueblos limítrofes. prod.: granos, legumbres y caza de varios animales. ind.: 3 molinos harineros. pobl.: 30 vec., 140 alm. contr.: con el ayunt.
(Madoz, 1849, p. 27)

En 2024, la entidad singular de población de Pontones tenía empadronados 163 habitantes, de los que 144 lo estaban en el núcleo de población de ese nombre y los 19 restantes en diseminado.

## Personas relevantes
- José Abascal y Carredano, alcalde de Madrid.